# Tony Field
Tony Field (Halifax, 6 luglio 1946) è un ex calciatore inglese, di ruolo attaccante.

## Carriera
Esordisce tra i professionisti all'età di 17 anni nella stagione 1963-1964 con l'Halifax Town, club della sua città natale e con cui aveva precedentemente giocato nelle giovanili, nella quarta divisione inglese; rimane nel club fino al termine della stagione 1965-1966, per un totale di 3 reti in 21 partite di campionato giocate. Nell'estate del 1966 viene ceduto al Barrow, altro club della medesima categoria, con il quale rimane per l'intera stagione 1966-1967 e nella prima parte della stagione 1967-1968, per poi dopo 16 reti in 38 presenze passare al Southport, club di terza divisione: gioca in questa categoria fino al termine della stagione 1969-1970, per poi trascorrere negli Yellows anche la stagione 1970-1971, nuovamente giocata in quarta divisione, al termine della quale dopo 133 presenze e 41 reti viene ceduto al Blackburn, con cui tra il 1971 ed il 1974 mette a segno 45 reti in 106 presenze in incontri di campionato.
Nella parte finale della stagione 1973-1974 gioca poi nello Sheffield Utd, con cui dopo oltre un decennio trascorso tra terza e quarta divisione esordisce in prima divisione all'età di 28 anni, segnando una rete in 10 partite di campionato. Nella stagione 1974-1975 gioca poi stabilmente da titolare, totalizzando complessivamente 42 presenze e 11 reti nella First Division 1975-1976; nella stagione 1975-1976 dopo aver segnato una rete in 14 presenze (per un totale quindi di 66 presenze e 13 reti in carriera in prima divisione) viene ceduto a stagione in corso ai N.Y. Cosmos, club della NASL, insieme ai compagni di squadra Keith Eddy e Terry Garbett (quest'ultimo suo compagno fin dal 1972, quando entrambi militavano nel Blackburn). Tra il 1976 ed il 1977 segna 13 gol in 44 presenze e vince anche il campionato 1977, per poi trasferirsi nel 1978 ai Memphis Rogues, con cui nell'arco di un triennio realizza 18 reti in 75 presenze sempre nella NASL, campionato in cui milita infine anche con i N.E. Tea Men con i quali tra il 1980 ed il 1981 totalizza complessivamente 14 presenze e 3 reti, per un totale di 133 presenze e 34 reti in carriera nella NASL.
In carriera ha totalizzato complessivamente 364 presenze e 118 reti nei campionati della Football League e, comprendendo anche la NASL, 497 presenze e 152 reti in campionati professionistici.

## Palmarès

### Club

#### Competizioni nazionali
- North American Soccer League: 1

New York Cosmos: 1977